# Ingeborg Vollquartz
Anne Marie Ingeborg Vollquartz, född Schack 1 oktober 1866 i Nørresundby, död 7 december 1930 i Frederiksberg, var en dansk författare. Hon var en av Danmarks första kvinnliga yrkesförfattare och var under sin livstid en av de mest lästa författarna i Danmark.
Ingeborg Vollquartz var dotter till garvarmästaren Simon Adolph Schack (1828–1893) och Asta Karoline Marie Mortensen (1830–1910). Från 1888 var hon gift med kaptenen Jens Peter Vollquartz (1850–1913) och fick två barn ihop med honom. Hon författardebuterade 1903 med novellsamlingen Barndomsdage i Vestindien i vilken hon skildrade sina barns upplevelser under familjens fyraåriga vistelse på ön St. Thomas i Danska Västindien. Sitt genombrott fick hon dock med böckerna "Petersen" og hendes Søstre (1908), Forlovelser i Garnisonen (1909), Gammeldags Kærlighed (1910), Byens bedste Parti (1911) och Mor er ikke hjemme (1912), som alla är samtidsskildringar av en småborgerlig miljö i ett litet samhälle där alla känner alla och där det råder en konservativ moral och kvinnosyn. Dessa miljöskildringar var ofta sådana som hon själv levde i under sitt liv. Några av hennes böcker blev dramatiserade av bl.a. Egill Rostrup och uppfördes på Dagmarteatret (1912), Det ny Teater och Folketeatret. Hon fick även många av sina noveller och berättelser publicerade i veckotidningar och magasin och hon blev därmed under sin livstid en av Danmarks mest lästa författare.
Vollquartz var ledamot i Dansk Forfatterforening 1915–1925.